# Olkhóvets
Olkhóvets (en rus: Ольховец) és un poble de l'óblast de Nóvgorod, a Rússia, segons el cens del 2011 tenia 17 habitants.